# One-Nation-Konservatismus
Als One-Nation-Konservatismus (one nation conservatism) oder Tory-Demokratie (tory democracy) bezeichnet man in Großbritannien eine gemäßigt konservative, stark sozialpolitisch ausgerichtete politische Grundhaltung. Innerhalb der Conservative Party repräsentieren One-Nation-Konservative den linken Flügel und stehen damit im Gegensatz zum Thatcherismus.

## Geschichte
Der Begriff One-Nation-Konservatismus geht auf eine Äußerung des damaligen Premierministers Benjamin Disraeli zurück. Er meinte, es gäbe eigentlich zwei Nationen im Land: eine der Reichen und eine der Armen, die kaum miteinander in Kontakt stünden. Er betrachtete es als seine Aufgabe, soziale Harmonie zwischen den verschiedenen Klassen und gesellschaftlichen Gruppen herzustellen:

“My purpose in politics is to reach towards a reconciliation of these interests, and the creation of one nation. […] I believe in the virtues, and indeed in the necessity – of peaceful change, in the gradual advance of the Civilised society.”

„Mein Ziel in der Politik ist es, eine Versöhnung dieser Interessen und die Schaffung einer Nation zu erreichen. [...] Ich glaube an die Tugenden und in der Tat an die Notwendigkeit - des friedlichen Wandels, an den allmählichen Fortschritt der zivilisierten Gesellschaft.“

Disraelis Anliegen war es, eine Antwort auf die sozialen Probleme zu finden, die durch die Industrielle Revolution entstanden waren, ohne dabei, wie sein Zeitgenosse Karl Marx, den Weg der revolutionären Konfrontation (vgl. Klassenkampf) zwischen Arm und Reich zu propagieren. Disraeli sah es als Aufgabe gerade der traditionellen aristokratischen Eliten, für die neu entstandene Arbeiterschaft soziale Verantwortung zu zeigen. Auf diesem Weg sollte die Arbeiterschaft am wachsenden Wohlstand teilhaben und dadurch in das bestehende politische und gesellschaftliche System integriert werden.
Im Grundsatz des One-Nation-Konservatismus drückt sich demnach eine im Wesentlichen paternalistische Haltung aus: Es sei Aufgabe der Gesellschaft, auf die Schwachen und Armen Rücksicht zu nehmen. Mit Disraeli wurde dieser Ansatz zur dominierenden Strömung des britischen Konservatismus. Die Partei schaffte es nach und nach, das Image der Elitenpartei abzuschütteln, für breite Bevölkerungsschichten wählbar zu werden und die liberalen Whigs als politische Interessensvertretung von Industrie und Großkapital darzustellen und dadurch bei der Arbeiterschaft weitgehend zu diskreditieren. 
Im Zuge der Weltwirtschaftskrise wurde eine Fülle von interventionistischen Maßnahmen nach korporativem bzw. keynesianischem Muster durchgesetzt. Die Premierminister Stanley Baldwin, Harold Macmillan und Edward Heath sind dieser Richtung zuzuordnen. Macmillan gewann die Unterhauswahlen 1959 nicht zuletzt dadurch, dass er sich – vor dem Hintergrund einer sehr positiven Wirtschaftslage – als wirtschaftlich und sozial orientierter Reformkonservativer präsentierte. Mit der krisenhaften Entwicklung der 1960er- und 1970er-Jahre (Stagflation, Energiekrise) gerieten die wirtschafts- und sozialpolitischen Maßnahmen der One-Nation-Tories in Misskredit, und sie stellten seit der Machtübernahme von Margaret Thatcher 1975 innerparteilich nur mehr eine Minderheit dar. Wenig erstaunlich zählten prominente One-Nation-Konservative wie Ian Gilmour zu den schärfsten Kritikern von Thatchers wirtschaftsliberaler Politik. Der Sozialphilosoph John N. Gray ist der Ansicht, der Wahlerfolg des Labour-Politikers Tony Blair sei nicht zuletzt durch die Unterstützung Blairs  durch enttäuschte One-Nation-Tories zu erklären.
Die 1975 gegründete Tory Reform Group (TRG) propagiert die One-Nation-Politik in der britischen Öffentlichkeit. Ihr derzeitiger Präsident ist Kenneth Clarke, der auch dreimal (1997, 2001 und 2005) für den Parteivorsitz kandidierte, aber jedes Mal – nicht zuletzt am heftigen Widerstand des thatcheristischen Flügels – scheiterte. Zu den prominenten Mitgliedern der TRG gehören Sir Malcolm Rifkind und Michael Heseltine.

Die seit 2010 amtierenden Premierminister David Cameron, Theresa May und Boris Johnson stellten sich selbst häufig in die Tradition dieser Politik; so bezeichnete sich May im Februar 2017 als „Premierministerin einer one-nation-konservativen Regierung“ und erklärte eine weitgehende Abkehr vom Thatcherismus: 

„Wir glauben nicht einfach an Märkte, sondern an Gemeinschaften. Wir glauben nicht einfach an Individualismus, sondern an die Gesellschaft. Wir hassen den Staat nicht, sondern schätzen die Rolle, die nur er spielen kann.“

## Positionen
One-Nation-Konservatismus ist gleichermaßen wertkonservativ und sozialpolitisch progressiv ausgerichtet. Betont werden die Grundwerte Freiheit, Verantwortung und Gemeinschaft sowie die Überzeugung, dass marktwirtschaftliche Effizienz und soziale Gerechtigkeit vereinbar sind. Die TRG bezeichnet sich selbst als traditioneller Vertreter eines moderaten und pragmatischen Konservatismus.
Obwohl die TRG keine offiziell bindende Position zur Außenpolitik formuliert hat, gelten One-Nation-Tories überwiegend als pro-europäisch, was sie erneut von den EU-skeptischen Thatcheristen unterscheidet.